# 莫拉罗
莫拉罗（義大利語：Moraro），是意大利戈里齐亚省的一个市镇。总面积3平方公里，人口759人，人口密度253.0人/平方公里（2009年）。ISTAT代码为031013。